# Pidakala Samaram
Pidakala Samaram, również Peddanuggulata – coroczne, lokalne hinduskie święto polegające na inscenizacji walki na krowie fekalia, odbywające się w wiosce Kairuppala w indyjskim dystrykcie Kurnool..
Legenda związana z tym świętem głosi, że w trakcie sporu dotyczącego planowanego małżeństwa między Bhadrakali a Wirabhadrą wybuchła walka na krowie łajno, a jej coroczne upamiętnianie w dniu następującym po Ugadi przynosi wiosce dobre zdrowie, a także deszcz i dobrobyt. Walki są na tyle zacięte, że niektórzy uczestnicy odnoszą fizyczne obrażenia w ich trakcie. 
W 2021 roku, w trakcie pandemii koronawirusa, pomimo że jej przebieg w Indiach był jednym z najcięższych na świecie, wydano specjalne pozwolenie na zorganizowanie festiwalu, z którego nagranie przedstawiające tłum obrzucających się fekaliami uczestników festiwalu wywołało oburzenie w mediach. 